# Вольское общество пособия бедным
Вольское общество пособия бедным (Вольское Общество пособiя бѣднымъ) — благотворительная организация, функционировавшая в период с 1910 по 1917 годы на территории Верховско-Вольской волости Устюженского уезда Новгородской губернии. Осуществляло свою деятельность на территории 50 селений Верховско-Вольской волости. Известно, что ещё до истечения первого года со дня основания общества на рассмотрение общего собрания его членов выносился вопрос о расширении района деятельности на Весско-Пятницкую, Мегринскую и Соминскую волости.

## Основание общества
Общество было создано на основании статей 444 и 445 Устава об общественном призрении, принятого в 1857 году (в редакции от 1892 года). Находилось в ведении Министерства внутренних дел.
Устав Вольского общества пособия бедным был утверждён губернатором Новгородской губернии, действительным статским советником Петром Петровичем Башиловым. Информация об утверждении устава была опубликована в десятом номере «Губернских ведомостей» 13 марта 1910 года.
День открытия общества – 25 марта 1910 года.

## Цели общества
Цели Вольского общества пособия бедным были чётко определены в разделе I его устава. Так, параграф первый гласил: «Общество имѣетъ цѣлью доставленiе средствъ къ улучшенiю матерiальнаго и нравственнаго состоянiя бѣднымъ Верховско-Вольской вол».
Достижение сформулированной цели планировалось путём реализации следующих мероприятий: а) снабжение одеждой, пищей и приютом нуждающихся; б) содействие нуждающимся в трудоустройстве, в приобретении ими средств производства, а также в поиске рынков сбыта изделий и продукции бедных ремесленников и сельскохозяйственных работников; в) оказание нуждающимся медицинской помощи (как на дому, так и в собственной лечебнице) и содействие в погребении умерших; г) определение престарелых и немощных граждан в больницы и богадельни, а также направление оставшихся без попечения родителей детей в приюты и ремесленные училища; д) распространение в народе книг нравственного содержания; е) в крайних случаях оказание нуждающимся денежной помощи безвозвратными пособиями или беспроцентными краткосрочными ссудами.

## Органы управления обществом
Структура управления Вольского общества пособия бедным была указана в разделе IV его устава. Согласно содержанию данного раздела, делами общества заведовали: а) Правление общества; б) Попечители общества; в) Общее собрание членов общества.

### Правление
Правление общества территориально располагалось в селе Поток Верховско-Вольской волости.
Правление Общества избиралось из его членов Общим собранием на срок до трёх лет. В состав правления избирались от 6 до 12 человек.
Во избежание единовременного выбытия всех членов правления основателями общества была предусмотрена процедура ежегодного выбывания 1/3 его членов. При этом в первые два года после основания общества члены правления выбывали по жребию, а впоследствии – по старшинству избрания. Впоследствии выбывшие члены могли быть вновь избраны в правление.
Помимо членов правления, общее собрание избирало на тот же срок от двух до четырёх кандидатов. Кандидаты должны были замещать членов правления общества в случае их продолжительного отсутствия или преждевременного выбытия. В таком случае вступивший в состав правления кандидат сохранял своё членство до истечения срока полномочий выбывшего члена.
Ежегодно члены правления избирали из своего состава председателя, его товарища и секретаря.
Для того чтобы решения правления имели юридическую силу, они должны были быть приняты на заседании, на котором присутствовало не менее трёх его членов (включая председателя). Решения принимались простым большинством голосов, при этом в случае равенства голосов принятым считалось то решение, за которое свой голос отдал председатель.
Важно отметить, что председатель правления наделялся правом в исключительных случаях, не созывая правление, расходовать под личную ответственность для оказания определённых видов помощи до 25 рублей. По меркам того времени это была весьма существенная сумма.

### Попечители
Попечителями с согласия правления назначались члены общества, принимавшие на себя исполнение обязанностей по заведованию отдельными учреждениями общества или районами, на которые распространялась его деятельность. Помимо этого, попечители должны были проводить на местах проверку целесообразности оказания помощи, то есть проверять, действительно ли то или иное лицо, обратившееся за помощью, нуждается в ней.
Для наиболее быстрого оказания помощи нуждающимся правление в ряде случаев выдавало попечителям авансы. Размер таких авансов определялся общим собранием общества.
Попечителям общества правлением выдавался специальный билет попечителя.

### Общее собрание членов
В Вольском обществе пособия бедным проводились обыкновенные и чрезвычайные общие собрания членов. Обыкновенные общие собрания членов общества созывались не менее одного раза в год. Чрезвычайные общие собрания членов общества созывались в случаях экстренной необходимости для решения вопросов, находящихся вне компетенции правления. Кроме того, чрезвычайные общие собрания могли созываться по требованию Министерства внутренних дел, губернатора или ревизионной комиссии общества. Также уставом общества предусматривалась возможность созывать чрезвычайные общие собрания членов общества по письменному обращению, подписанному не менее чем десятью членами общества.
Во времена существования общества любые собрания граждан могли рассматриваться органами государственного управления как потенциальный источник вольнодумства и порождаемого им беспокойства. Это становится вполне понятным, если принять во внимание тот факт, что Вольское общество пособия бедным было создано спустя всего несколько лет после окончания Первой русской революции. По этой причине правление должно было в обязательном порядке уведомлять начальника местной полиции о времени и месте проведения общих собраний членов. Отдельным примечанием в уставе было указано то, что к обсуждению на общих собраниях допускались исключительно вопросы, непосредственно относящиеся к деятельности общества.
Для каждого общего собрания членов из числа лиц, не занимавших каких бы то ни было руководящих должностей, избирался председатель собрания, отвечавший за его проведение.
Общее собрание членов считалось состоявшимся и правомочным для принятия решений по большинству вопросов в случае присутствия на нём не менее 25% от общего численного состава членов общества. Решения по таким вопросам принимались простым большинством голосов. При этом для принятия решений, касающихся приобретения либо отчуждения недвижимости, а также решений об исключении отдельных членов или их принятии обратно, необходимо было присутствие не менее чем 50% от общего численного состава членов общества. Поскольку перечисленные вопросы считались вопросами чрезвычайной важности, решение по ним считалось принятым только при условии, что за его принятие проголосовало не менее 2/3 членов присутствующих в собрании.
К исключительной компетенции общего собрания членов Вольского общества пособия бедным относились следующие вопросы: а) избрание всех органов управления обществом, членов ревизионной комиссии и кандидатов к ним; б) рассмотрение и принятие годового отчёта и смет на следующий год; в) рассмотрение вопросов об образовании запасного капитала; г) принятие постановлений о приобретении и отчуждении недвижимого имущества; д) утверждение инструкций для всех должностных лиц общества; е) принятие решений об устройстве для нуждающихся больниц, приютов и богаделен; ж) решение вопросов об исключении членов; з) рассмотрение вопроса о ликвидации общества. Помимо этого, общее собрание должно было осуществлять предварительное рассмотрение жалоб на действия общества и рассматривать предложения, выносимые на его обсуждение губернатором или Министерством внутренних дел.

### Ревизионная комиссия
Помимо органов управления, ежегодно из числа членов общества избирались три члена ревизионной комиссии и двое кандидатов в её члены. Избрание в состав ревизионной комиссии членов правления не допускалось. После избрания членов ревизионной комиссии те самостоятельно избирали из своего состава председателя ревизионной комиссии.
Члены ревизионной комиссии были обязаны ежемесячно контролировать порядок расходования денежных средств, правильность ведения книг и оформления отчётов и смет. Результаты ревизий, проводимых ревизионной комиссией, фиксировались в соответствующих книгах. Уставом общества была предусмотрена возможность проведения членами ревизионной комиссии по своему собственному усмотрению внезапных (внеплановых) проверок деятельности правления и попечителей общества.

## Членство в обществе
Количество членов общества уставными документами не ограничивалось. В общество могли вступить все граждане независимо от пола, уровня дохода и вероисповедания, за исключением несовершеннолетних, учащихся низших и средних учебных заведений, а также подвергнутых ограничению прав по решению суда.
Члены общества подразделялись на почётных членов, действительных членов и членов-соревнователей.
Почётные члены общества избирались общим собранием из числа лиц, оказавших ему существенные услуги, сделавших значительные пожертвования или внесших единовременно в кассу не менее 100 рублей.
Действительными членами считались лица, уплачивавшие ежегодный членский взнос в размере 1 рубля и более или внесшие в кассу общества единовременное пожертвование в размере не менее 25 рублей. Кроме того, звание действительного члена общества по решению общего собрания могло быть присвоено лицам, способствовавшим своим безвозмездным трудом достижению целей общества. Такими лицами могли являться медики, принимавшие на себя обязательства бесплатно оказывать медицинские услуги бедным, сочувствовавшие граждане, изъявлявшие желание взять на содержание или воспитание кого-либо из лиц, находящихся под покровительством общества, а также люди, принимавшие на себя нелёгкий труд по расследованию действительного положения нуждающихся и ищущих помощи жителей района деятельности общества.
Членами-соревнователями считались лица, уплачивавшие ежегодный членский взнос в размере менее 1 рубля, но более 25 копеек. Граждане могли получить звание члена-соревнователя по приглашению почётных или действительных членов общества. Список членов-соревнователей подлежал утверждению правлением. Важно отметить, что члены-соревнователи были лишены права избираться на руководящие должности.

## Деятельность общества

Титульный лист отчета Правления Вольского общества пособия бедным Устюжского уезда, Новгородской губернии. За отчётный год, с 01 июля 1910 года по 06 августа 1911 года

### Оказание помощи нуждающимся
Из отчёта о деятельности Вольского общества пособия бедным за период с 01 июля 1910 года по 06 августа 1911 года известно, что обществом была оказана следующая помощь нуждающимся:
1. Общество выдавало 29 малообеспеченным семьям продовольствие к высокоторжественным праздникам.
2. Общество приобретало для нуждающихся в том лиц обувь (сапоги). Так, сапоги были приобретены и переданы в безвозмездное пользование двум гражданам, страдающим слабоумием, двум школьникам, двум пожилым людям и одному сироте.
3. Общество на свои средства приобрело полный комплект одежды для проживающего в районе его деятельности безродного сироты.
4. Общество занималось организацией оказания на дому бесплатной медицинской помощи для девяти нуждающихся в том лиц. Впоследствии двое из них были направлены на стационарное лечение в Соминскую больницу, а ещё один в Санкт-Петербургскую больницу Святой Марии Магдалины.
5. Общество дважды оказывало содействие в погребение усопших. Причём в одном из этих двух случаев у покойника не было никаких родственников.
6. Общество определило глухонемого мальчика в специальное училище для глухонемых.
7. Общество выдало возвратные ссуды двум семьям, находящимся в сложном финансовом положении.
8. Общество установило и ежемесячно выплачивало пособие в размере 2 рублей четырём сиротам и пособие в размере 1 рубля ещё двум сиротам и четырём престарелым гражданам. Помимо этого, обществом было установлено и ежемесячно выплачивалось пособие в размере 3 рублей временно нетрудоспособному крестьянину деревни Верховье до выздоровления.
9. Общество оказало одному из нуждающихся в том лиц содействие в трудоустройстве.
10. Общество приняло на себя заботы по обеспечению продовольствием и жильём сироты, обучавшегося в школе, которая находилась в значительном отдалении от его дома.
Есть все основания полагать, что члены общества продолжали благотворительную деятельность вплоть до 1917 года. Однако более полных сведений о такой деятельности не сохранилось.

### Организация благотворительных спектаклей
Любопытной особенностью Вольского общества пособия бедным, отличавшей данную организацию от многих других благотворительных обществ, была проводимая членами общества деятельность по организации благотворительных спектаклей.
Основываясь на косвенных свидетельствах, можно предположить, что ещё до основания общества в селе Поток функционировал сезонный театральный кружок. Спектакли, вероятнее всего, проводились в расположенном на территории усадьбы Аделаиды Михайловны фон Поппен большом гумне с ригой. В 1910 году, то есть в год основания Вольского общества пособия бедным, данную усадьбу вместе с гумном приобрёл в собственность Василий Фёдорович Крымзенков, ставший впоследствии деятельным членом общества. Он согласился безвозмездно предоставлять гумно для проведения благотворительных спектаклей, а члены общества приняли решение монетизировать данные мероприятия, что на протяжении нескольких лет позволяло им собирать и направлять на помощь нуждающимся весьма внушительные по меркам того времени суммы.
В 1910 году в ходе подготовки к проведению первого спектакля «контора завода Андро» безвозмездно предоставила энтузиастам из членов общества необходимые для строительства сцены пиломатериалы, а «фабрика Стопкина» также безвозмездно передала им нужный для изготовления декораций картон.
Точно известно, что первый инициированный Вольским обществом пособия бедным спектакль с буфетом состоялся 18 июля 1910 года. Впоследствии спектакли проводились 10 и 24 июля 1911 года. Суммарный доход от трёх перечисленных спектаклей составил 255 рублей 62 копейки. При этом самым коммерчески успешным оказался спектакль, проведённый 10 июля 1911 года – чистая прибыль от проведения этого спектакля составила 120 рублей 80 копеек.
При подведении итогов деятельности общества за период с 01 июля 1910 года по 06 августа 1911 года за труды по организации и проведению спектаклей общим собранием общества была объявлена благодарность Михаилу Антоновичу Федотову и его семье, Ольге Константиновне Крымзенковой, Павлу Фёдоровичу Белову и его семье, Александру Дмитриевичу Лебедеву и его сёстрам, Ивану Михайловичу Тышкевичу, Николаю Матвеевичу Мацкевичу, Павлу Дмитриевичу Розанцеву, Ольге Алексеевна Богомоловой, Владимиру Николаевичу Егорову, Анне Петровне Егоровой и Евгению Артемьевичу Мокееву.
Также из отчёта о деятельности общества за период с 01 июля 1910 года по 06 августа 1911 года известно, что в спектакле, проведённом 10 июля 1911 года, в качестве актёров приняли участие Евгения Николаевна и Николай Иванович Кокшевы.

## Известные члены общества
Среди известных членов Вольского общества пособия бедным можно упомянуть представителей видного в Российской империи дворянского рода Унковских, а также членов семьи купца первой гильдии, основателя одного из старейших Санкт-Петербургских кондитерских производств Фёдора Кондратьевича Крымзенкова.
1910 – 1911 годы
Правление: Мария Петровна Унковская (председатель правления, дворянка, супруга местного земского начальника), Михаил Антонович Федотов (товарищ председателя правления), Павел Фёдорович Белов (кассир), Аделаида Семёновна Федоровская, Вера Васильевна Барч, Мария Николаевна Петровых, Пётр Алексеевич Оленев, Евгения Николаевна Кокшева, Александр Иванович Васильев (секретарь).
Попечители участков: отец Алексей Поташев (священник), отец Михаил Образцов (священник), отец Евгений Мамонтов (священник), Михаил Васильевич Можевитинов (землемер), Мария Ивановна Унковская (дворянка); Татьяна Митрофановна Белова, Иван Иванович Васильев (волостной писарь).
Ревизионная комиссия: Павел Дмитриевич Розанцев, Александр Иванович Широков, Александр Александрович Лебедев.
Пожизненные члены:
1. Мария Петровна Унковская (дворянка);
2. Николай Васильевич Дмитриев.
Почётные члены:
1. Дмитрий Абрамович Лебедев.
Действительные члены:
- Апрелева О.Л.
- Баков И.М.
- Баков М.Ф.
- Барч В.В.
- Белов Н.П.
- Белов П.Ф.
- Белова Т.М.
- Беляева Е.Л.
- Богомолова А.А.
- Богомолова О.А.
- Бредис Р.Р.
- Варзанова Е.И.
- Васильев А.И.
- Васильев И.И.
- Вевер А.К.
- Вельчинский А.Ф.
- Волков Д.Д.
- Гесельсон А.Г.
- Гинзбург Я.Д.
- Дунаев И.Н.
- Егоров В.Н.
- Егорова А.П.
- Ермаков П.П.
- Ермакова М.С.
- Захаров С.Я.
- Коган В.С.
- Кокшев Н.И.
- Кокшева Е.Н.
- Крымзенкова О.К.
- Лебедев А.А.
- Лебедев А.Д.
- Лебедева Е.Д.
- Лебедева Е.Д.
- Лебедева Н.Д.
- Левин А.Я.
- Лозинская А.В.
- Мамонтов о. Е.
- Мацкевич Н.М.
- Можевитенов М.В.
- Мокеев Е.А.
- Никольская А.В.
- Никольская С.Е.
- Новиков С.В.
- Обериибесов Ф.А.
- Образцов о. М.
- Оленев П.А.
- Пахглис В.Я.
- Пахглис Э.Я.
- Петровых М.Н.
- Петухов Н.А.
- Петухова А.И.
- Питтим К.И.
- Полевиков Ф.Т.
- Поппен А.М.
- Поппен Е.Н.
- Поппен Л.Э.
- Поташев о. А.
- Роговиковский Л.А.
- Розанцев П.Д.
- Розанцева Е.И.
- Смирнов А.А.
- Степанов И.Т.
- Стружкова Ю.В.
- Теманд К.И.
- Тышкевич И.М.
- Унковская А.И.
- Унковский П.Д.
- Федоровская А.С.
- Федоровский С.Е.
- Федотов И.М.
- Федотов М.А.
- Федотова
- Федотова А.М.
- Ханыкова В.Л.
- Швер К.Г.
- Широков А.И.
- Широкова М.И.
- Шредер И.
- Якобсон Г.А.

Помимо указанных лиц, в данный период в обществе состояли 7 членов-соревнователей.
1912 год
Правление: Мария Петровна Унковская (председатель), Аделаида Семёновна Федоровская, Павел Фёдорович Белов, Вера Васильевна Барч, Евгения Николаевна Кокшева, Андрей Иванович Васильев (секретарь).
1913 год
Правление: Мария Петровна Унковская (председатель), Аделаида Семёновна Федоровская, Пётр Алексеевич Оленев, Павел Фёдорович Белов, Вера Васильевна Барч, Евгения Николаевна Кокшева, Мария Николаевна Петровых, Андрей Иванович Васильев (секретарь).
1914 год
Правление: Мария Петровна Унковская (председатель), Аделаида Семёновна Федоровская, Пётр Алексеевич Оленев, Павел Фёдорович Белов, Вера Васильевна Барч, Евгения Николаевна Кокшева, Мария Николаевна Петровых, Андрей Иванович Васильев (секретарь).
1915 год
Мария Петровна Унковская (председатель).
1916 год
Мария Петровна Унковская (председатель).